# 守護甜心EGG!
守護甜心EGG!（しゅごキャラエッグ！）是由Hello Pro Egg成員所組成的小組。

## 成員
成員是在Hello Pro Egg中選出，除田邊奈菜美是由Amulet Diamond甄選會選出。

### 現任成員
- 譜久村聖：Amulet Heart
- 佐保明梨：Amulet Spade
- 前田彩里（日语：前田彩里）：Amulet Clover
- 田辺奈菜美（日语：田辺奈菜美）：Amulet Dia，由Amulet Diamond甄選會選出

### 畢業成員
- 和田彩花（於2009年8月26日畢業）
- 前田憂佳（於2009年8月26日畢業）
- 福田花音（於2009年8月26日畢業）

## 概要
負責主唱動畫《守護甜心!!心跳》和《守護甜心！派對！》片頭曲。

## 音樂

### CD

#### 單曲
1. （2008年12月10日）
  - C/W：
2. （2009年2月25日）
  - C/W：
3. （2009年5月27日）
4. School Days（2009年9月2日）
5. （2009年11月18日）

※為以C/W曲的名義，收錄在守護者4的單曲中。
※※為以C/W曲的名義，收錄在守護者4《PARTY TIME》和《Going On!》的單曲中。

#### 专辑
1. （2010年3月10日）

### DVD

#### Single
1. ，2009年1月21日發售。
2. ，2009年3月4日發售。

#### 映像
1. （2010年3月17日）

## 外部連結
- 守護甜心EGG!的官方網頁（页面存档备份，存于）